# Odelay
Odelay — пятый студийный альбом Бека, выпущенный в июне 1996 года на лейбле DGC Records. На альбоме присутствуют несколько успешных синглов, включая «Where It’s At», «Devils Haircut» и «The New Pollution», альбом добрался до шестой позиции хит-парада Billboard 200. По состоянию на июль 2008 года было продано 2,3 миллиона копий альбома в США, что делает Odelay самой успешной пластинкой Бека на сегодняшний день. С момента своего релиза пластинка вошла во многие списки лучших альбомов 1990-х и всех времён.

## Рецензии
| Оценки критиков               | Оценки критиков |
| Источник                      | Оценка          |
| ----------------------------- | --------------- |
| AllMusic                      | [ 2 ]           |
| Chicago Tribune               | [ 3 ]           |
| Entertainment Weekly          | A−              |
| Los Angeles Times             | [ 5 ]           |
| NME                           | 8/10            |
| Pitchfork                     | 9.8/10          |
| Rolling Stone                 | [ 8 ]           |
| The Rolling Stone Album Guide | [ 9 ]           |
| Spin                          | 10/10           |
| The Village Voice             | A−              |

После релиза Odelay получил почти единодушное признание критиков. Odelay был номинирован на премию «Грэмми» в категории «Лучший альбом года» и выиграл «Грэмми» в категории «Лучший альтернативный альбом», а также премию «Грэмми» за лучшее мужское вокальное рок-исполнение за «Where It’s At». Журнал Spin поместил альбом на 16-ю позицию списка «100 величайших альбомов, 1985—2005». «Odelay» был награждён званием «альбом года» американским журналом Rolling Stone. В 1998 году читатели журнала Q назвали альбом 51-м величайшим альбомом всех времён. Журнал Rolling Stone поместил альбом на 306-ю позицию списка «500 величайших альбомов всех времён» и 9-ю своего списка «100 лучших альбомов 90-х». Музыкальный сайт Pitchfork назвал альбом 19-м самым лучшим альбомом 90-х. Альбом также входит в альманах 1001 Albums You Must Hear Before You Die.

## Список композиций
1. «Devils Haircut» — 3:14
2. «Hotwax» — 3:49
3. «Lord Only Knows» — 4:14
4. «The New Pollution» — 3:39
5. «Derelict» — 4:12
6. «Novacane» — 4:37
7. «Jack-Ass» — 4:11
8. «Where It’s At» — 5:30
9. «Minus» — 2:32
10. «Sissyneck» — 3:52
11. «Readymade» — 2:37
12. «High 5 (Rock the Catskills)» — 4:10
13. «Ramshackle» — 7:29

## Участники записи
- Бек — орган, акустическая гитара, бас-гитара, губная гармоника, перкуссия, челеста, электрогитара, клавишные, электропианино, вокал, слайд-гитара
- Майк Боито — орган, труба
- Дэвид Браун — саксофон
- Чарли Хейден — контрабас
- Майк Миллиус — крики
- Джои Варонкер — ударные, перкуссия

## Хит-парады
| Хит-парад (1996)                    | Высшая позиция |
| ----------------------------------- | -------------- |
| Австралия (ARIA)                    | 20             |
| Австрия (Ö3 Austria)                | 30             |
| Бельгия/Фландрия (Ultratop)         | 27             |
| Бельгия/Валлония (Ultratop)         | 27             |
| Нидерланды (Album Top 100)          | 27             |
| Финляндия (Suomen virallinen lista) | 36             |
| Франция (SNEP)                      | 39             |
| Германия (Media Control)            | 30             |
| Новая Зеландия (RMNZ)               | 16             |
| Норвегия (VG-lista)                 | 23             |
| Швеция (Sverigetopplistan)          | 5              |
| Швейцария (Schweizer Hitparade)     | 14             |
| Великобритания (UK Albums Chart)    | 17             |
| США (Billboard 200)                 | 16             |

## Сертификации
| Регион | Сертификация  | Продажи    |
| --- | ------------- | ---------- |
| Австралия (ARIA) | Золотой       | 35 000^    |
| Канада (Music Canada) | 2× Платиновый | 200 000^   |
| Япония (RIAJ) | Платиновый    | 200 000^   |
| Новая Зеландия (RMNZ) | Платиновый    | 15 000^    |
| Великобритания (BPI) | Платиновый    | 300 000^   |
| США (RIAA) | 2× Платиновый | 2 000 000^ |
| * Данные о продажах приведены только на основе сертификации. ^ Данные о тиражах приведены только на основе сертификации. |               |            |